# Hans Theilig
Hans Theilig, född 12 augusti 1914 i Hamburg, död 6 oktober 1976, var en tysk handbollsspelare.
Theilig blev olympisk mästare i handboll vid sommarspelen 1936 i Berlin. Han vann också VM-guld i världsmästerskapet utomhus i Tyskland 1938.